# أوليفييه روشون
أوليفييه روشون هو متزحلق حر كندي، ولد في 30 يوليو 1989 في بوخارست في رومانيا.

## وصلات خارجية
- أوليفييه روشون على موقع الاتحاد الدولي للتزلج (التزلج الحر) (الإنجليزية)
- أوليفييه روشون على موقع اللجنة الأولمبية الدولية (الإنجليزية)
- أوليفييه روشون على موقع أوليمبيديا (الإنجليزية)
- أوليفييه روشون على موقع اللجنة الأولمبية الكندية (الإنجليزية)